# Jakob Jud
Jakob Jud (12 de gener de 1882, Wängi, al cantó de Thurgau - 15 de juny de 1952, Seelisberg, al cantó d'Uri) fou un lingüista i romanista suís. Originari de la Suïssa alemànica, és famós per la seua realització, amb Karl Jaberg, de l'atles lingüístic de Suïssa (Sprach- und Sachatlas Italiens und der Südschweiz o AIS).

## Vida
Després d'estudiar a la universitat de Zuric amb Heinrich Morf, i també a París (amb Joseph Bédier i Mario Roques) i Florència, va ser professor de Lingüística Romànica i Literatura Francesa Medieval a la universitat de Zuric, de 1922 a 1950.
En l'elaboració de l'atles lingüístic de Suïssa, va unir la geografia lingüística, impulsada per Jules Gilliéron, amb l'escola de les Paraules i Coses (Wörter und Sachen). Els enquestadors de l'atles lingüístic foren Paul Scheuermeier, Gerhard Rohlfs i Max Leopold Wagner. La relació entre la cultura (material o no) i la llengua va ser sempre un punt d'interés en els seus estudis.
Jakob Jud va manifestar molt d'interés pels parlars romànics del seu país, particularment pel romanx; així, va contribuir a la publicació del Dicziunari Rumantsch Grischun i del Vocabolario della Svizzera italiana, obra a la qual va col·laborar a partir del 1934. També va participar, el 1940, a una obra elaborada col·lectivament, Die Römische Schweiz, i a un estudi de les paraules romàniques de la Suïssa alemànica: Zur Geschichte der romanischen Reliktwôrten in den Alpenmundarten der deutschen Schweiz (1946).
A més, Jakob Jud va fundar una col·lecció de monografies, Romanica Helvetica (1935), i la revista Vox Romanica (el 1936, amb Arnald Steiger).
El 1918 fou nomenat membre corresponent de la Secció Filològica de l'Institut d'Estudis Catalans. El 1951 va ser escollit membre de l'Académie royale de langue et de littérature françaises de Belgique.

## Obres
- Karl Jaberg, Jakob Jud: Sprach- und Sachatlas Italiens und der Südschweiz (Zofingen/Berna, 1928-1960). 8 volums. (NavigAIS-web Arxivat 2016-12-11 a Wayback Machine. Versión interactiva)
- Der Sprachatlas als Forschungsinstrument (Halle/Saale,1928)
- Romanische Sprachgeschichte und Sprachgeographie (Zuric/Friburg de Brisgòvia, 1973). Edició pòstuma.